# Emil Schumburg
Emil Schumburg (* 14. Mai 1898 in Berlin; † 17. Februar 1961 in Hannover) war ein promovierter Volljurist, deutscher Diplomat, Verfechter einer radikalen „Judenpolitik“ und Judenreferent im Auswärtigen Amt.

## Leben
Emil Schumburg war der Sohn des Medizinprofessors und Generalarztes Wilhelm Schumburg und dessen Ehefrau Emma geb. Behring, einer Schwester des Medizinnobelpreisträgers Emil von Behring. Er hatte mit 18 Jahren das Notabitur erworben und sich anschließend während des Ersten Weltkrieges zum Militärdienst gemeldet, aus dem er 1919 ausschied. Nach Jurastudium, Promotion 1923 an der Universität Marburg und der Universität Göttingen mit einer Arbeit Kaiser und Reichspräsident und mehreren Auslandsaufenthalten in London, Paris und Oxford, wurde er zum 1. Januar 1926 als Attaché in das Auswärtige Amt einberufen. Die notwendigen diplomatischen Prüfungen legte er 1928 mit „ausreichendem“ Erfolg ab. Von der Gesandtschaft Oslo aus meldete er sich Anfang 1933 persönlich nach Deutschland, „um den Umschwung mitzuerleben“. Im Mai 1933 wurde Schumburg als Legationssekretär Assistent Vicco von Bülow-Schwantes, der das Sonderreferat Deutschland leitete.

## Akteur des Auswärtigen Amtes in der „Judenfrage“
Bereits im ersten Jahr seines Wirkens im neuen Aufgabengebiet machte Emil Schumburg mit deutlich antisemitischen und rassistischen Positionen auf sich aufmerksam. So erschien im Februar 1934 aus seiner Feder ein Runderlass zur „Entwicklung der Judenfrage in Deutschland ihre Rückwirkung im Ausland“. Hier platzierte er die politische Lösung in dieser Angelegenheit als ein Thema „Ersten Ranges“. Nach seiner Auffassung stand der Kampf Deutschlands um internationale Gleichberechtigung unmittelbar im Zusammenhang der zu führenden Auseinandersetzung „mit dem Weltjudentum“. Zum zweiten Jahrestag des Bestehens seines Büros brachte er sein Missfallen zum Ausdruck, gerichtet gegen seinen Vorgesetzten, Reichsminister des Äußeren Ferdinand von Neurath, dass immer noch kein Angehen der Judenfrage erfolgt wäre. Bisher sei es dem Referat Deutschland jedoch gelungen, jeden Kompromiss in der Judenfrage abzuwehren. Mit Dringlichkeit müsse Deutschland, auch gegenüber dem Ausland nunmehr aktiv werden. Daher zog er Heinrich Himmlers Aufmerksamkeit auf sich, als er diesen im Oktober 1936 auf einer Reise nach Rom begleitete. Denn inzwischen hatte sich das SD-Hauptamt als die Institution herausgeschält, die am energischen nach erfolgversprechenden Lösungen heischte. Kurz nach dieser Begegnung mit Himmler wurde Schumburg umgehend Mitglied der SS, Untersturmführer der SS und erhielt die Nr.SS-Nr. 280.150.
Dennoch wurden auch weiterhin unterschiedliche Lösungsansätze verfolgt. Als dann 1937 über die Auslandsorganisation der NSDAP auch Schumburg die Nachricht erreichte, das Bemühungen zur Gründung eines eigenen jüdischen Staates reale Konturen annahmen, setzte er sich heftigst zur Wehr. Nicht darin würde die Lösung bestehen, sondern in der gezielten Bekämpfung jüdischer Organisationsformen. Juli 1938 war Schumburg Mitglied der NSDAP (Mitgliedsnummer 5.855.545) geworden. Etwa ab dieser Zeit fungierte Schumburg auch als Verbindungsführer zwischen dem Reichsführer SS, Heinrich Himmler und dem Reichsaußenminister Joachim von Ribbentrop und war erster Judenreferent im Auswärtigen Amt. Im Range eines Legationsrates leitete Schumburg nun das Sonderreferat Deutschland, dessen Aufgabengebiet die Zusammenarbeit mit  Dienststellen der SS, hier vor allem das Sicherheitshauptamt, aber auch der Geheimen Staatspolizei in Fragen der Judenpolitik umriss. Drei Tage nach den Novemberpogromen 1938 nahm er am 12. November 1938 zusammen mit Unterstaatssekretär Ernst Woermann als Vertreter des Auswärtigen Amtes an der von Hermann Göring geleiteten Konferenz teil, in der über antijüdische Maßnahmen beraten wurde. Am Ende der Konferenz entließ Göring die Teilnehmer mit dem Hinweis: „Wenn das Deutsche Reich in irgendeiner absehbaren Zeit in außenpolitischen Konflikt kommt, so ist es selbstverständlich, dass auch wir in Deutschland in erster Linie daran denken werden, eine große Abrechnung an den Juden zu vollziehen.“
In einem Schreiben an alle diplomatischen und berufskonsularischen Vertretungen im Ausland vom 25. Januar 1939 referierte Schumburg über die „Judenfrage als Faktor der Außenpolitik im Jahre 1938“. Der „ausgewanderte Jude [sei] als beste Propaganda für die deutsche Judenpolitik“ zu benutzen und könne den Antisemitismus im Ausland schüren: „Je ärmer und damit belastender für das Einwanderungsland der einwandernde Jude ist, desto stärker wird das Gastland reagieren und desto erwünschter ist die Wirkung im deutschen propagandistischen Interesse“. Schumburg führte weiter aus: „Auch für Deutschland wird die Judenfrage nicht die Erledigung gefunden haben, wenn der letzte Juden deutschen Boden verlassen hat.“ Die Unabhängige Historikerkommission bewertet diese Aussage als „Aufforderung des AA [...] eine Gesamtlösung in Form eines Judenreservats oder durch physische Vernichtung anzustreben.“ Vom Reichssicherheitshauptamt wurde dieses Vorgehen jedoch als derzeit noch nicht zweckmäßig bezeichnet, da dies die Aufnahmebereitschaft im Ausland verringere.

## Zwischen Auswärtigem Amt und Reichssicherheitshauptamt
Kurz vor Beginn des Zweiten Weltkrieges übernahm das Referat Deutschland und in Persona Emil Schumburg noch eine weitere Aufgabe. Es funktionierte in der Rolle des Hauptakteurs zum Einsatz von Polizeiverbindungsführern an den deutschen diplomatischen Missionen. Über diesen Personenkreis begann der Export deutscher polizeilicher Ermittlungs- und Fahndungsarbeit in Gestalt von Gestapobeamten, Offizieren der Sicherheitspolizei und später auch des Sicherheitsdienstes der NSDAP im Ausland. Die ersten Entsendungen waren auf Süd- sowie Südosteuropa konzentriert und mündeten dann ein in die feste Installation von Polizeiattachès, als ein Novum der Verknüpfung von diplomatischen mit polizeilichen Aufgaben. Schumburg war ein besonderer Verfechter dieser neuen Institution und nahm in den ersten Monaten hier eine Initial- und Vermittlungsfunktion ein. Dort wo Widerstände und kritische Zurückhaltung bemerkbar wurden, beseitigte er an den jeweiligen Botschaften/Gesandtschaften Hemmfaktoren ganz im Sinne des Reichssicherheitshauptamtes. Eng damit verbunden war, der durch Schumburg erfolgte Missbrauch der diplomatischen Einrichtungen und ihrer Kurierverbindungen für die illegale Aufrechterhaltung des geheimen Nachrichtenverkehrs der polizeilichen und sicherheitsdienstlichen Institutionen mit ihren getarnten Dienststellen und Informanten im Ausland.
In seiner Position als Referatsleiter wurde Emil Schumburg im Mai 1940 kaltgestellt, als es auf Betreiben von Martin Luther zur Bildung der Abteilung Deutschland im Auswärtigen Amt kam und der langjährige Vertraute von Außenminister Joachim von Ribbentrop die Leitung übernahm. Der bisherige Arbeitsgegenstand Schumburgs wurde auf die Gruppen D II und D III aufgeteilt. Mehrere Autoren vermuten, dass es sich dabei um eine gezielte Aktion Luthers gehandelt hat. Diesem sollen die bisherige Rolle Schumburgs bei der Verfolgung des Themas „Endlösung der Judenfrage“ und seine exzellenten Kontakte zum Sicherheitsdienst, angesichts des maßlosen Machthungers Luthers, im Wege gestanden haben. Damit begann für Schumburg eine schwierige Lebensphase. Weder das Auswärtige Amt noch die SS wollten ihn fallenlassen und so erfolgten mehrere Kurz- und Sondereinsätze, die ihn nach Norwegen, Frankreich und China führen, aber nie von langer Dauer waren. In Shanghai übernahm er die Rolle des Verbindungsführers zur chinesischen Polizei, in Oslo stand er dem Reichskommissar für die besetzten Gebiete zur Verfügung. Erst im August 1940 wurde er von der Politischen Abteilung das Auswärtigen Amtes, Referat III, aufgefangen. Unabhängig davon blieb er weiterhin im Sold- und Befehlsempfang des Sicherheitsdienstes, nunmehr eingebettet in das Reichssicherheitshauptamt. Als Schumburg Ende 1941 zum Botschaftsrat ernannt wurde, zog das Reichssicherheitshauptamt elf Monate später mit seiner Beförderung zum SS-Obersturmbannführer nach. Die dann kurz vor dem Zusammenbruch des NS-Regimes erwogene Beförderung zum SS-Standartenführer kam dann nicht mehr zustande. So endete Schumburgs Karriere im „Dritten Reich“ 1945 als Beauftragter des Auswärtigen Amtes beim Generalgouverneur in Krakau.

## Entwicklung nach dem Krieg
Im Vorfeld des Wilhelmstraßen-Prozesses wurde Schumburg im Juli 1947 von Robert M. W. Kempner verhört. Als dieser ihm sein Memorandum zur Judenfrage als Faktor der Außenpolitik im Jahre 1938 vorhielt, in dem er u. a. vorgeschlagen hatte, die deutschen Juden völlig mittellos abzuschieben, um so in den Gastländern durch eine Masse möglicher Almosenempfänger Antisemitismus zu schüren, behauptete er, in seinem Kompetenzbereich, sei „keine Judenpolitik gemacht worden“, seine Mitarbeiter seien „gewissermaßen die Advokaten des ausländischen Judentums“ gewesen und er selbst habe „die Juden gern gehabt“.
Nach der Entscheidung des Entnazifizierungshauptausschusses der Stadt Hannover vom 10. Januar 1949 galt Schumburg als entlastet. Er sei lediglich passives Mitglied der Partei und SS gewesen. Ab 1954 gelang Schumburg eine zweite Karriere im niedersächsischen Ministerium für Wirtschaft und Verkehr. Im Range eines Regierungsdirektors avancierte er zum Leiter des Außenhandelskontors Niedersachsen, war ab 1956/57 zudem Referent für Außenwirtschaft und Interzonenhandel sowie ab 1958/59 Referent für internationale Wirtschaftsfragen.

## Dokument
- Emil Schumburg: Die Judenfrage als Faktor der Außenpolitik im Jahre 1938. Auswärtiges Amt. Berlin, den 25. Januar 1939. In: Der Prozeß gegen die Hauptkriegsverbrecher vor dem Internationalen Militärgerichtshof. Nürnberg 14. Oktober 1945 – 1. Oktober 1946. 42 Bde. Nürnberg 1947 ff., hier Bd. 32, S. 237 ff. (= Dok. 3358-PS). Online bei www.ns-archiv.de

## Schriften
- Kaiser und Reichspräsident (Rechts- und staatswissenschaftliche Dissertation, Universität Göttingen 1923)